# Le ragazze di San Frediano
Le ragazze di San Frediano è un romanzo di Vasco Pratolini pubblicato per la prima volta nel 1949 nella rivista Botteghe Oscure, e in prima edizione in volume per Vallecchi nel 1952.

## Trama
Il libro tratta di un giovane impiegato di nome Aldo, ma chiamato Bob (il soprannome viene da una presunta somiglianza con l'attore Robert Taylor, protagonista di numerosi film giunti in Italia dopo la caduta del fascismo).
Bob è un rubacuori del Borgo San Frediano, rione fiorentino che si trova "di là d'Arno", come si dice a Firenze. Egli, che millanta di aver partecipato alla Resistenza, si finge innamorato contemporaneamente di cinque ragazze, con ognuna delle quali dice di essere fidanzato. Tosca, una delle ragazze "da collezione" di Bob, scopre il suo gioco, e comincia ad insospettirsi. Le altre fanno una riunione con lei e preparano un complotto, una beffa per il bel rubacuori. Un giorno Bob si reca insieme ad una ragazza alle Cascine, zona di Firenze adibita a parco pubblico, con viali e prati, vicina all'Arno, ma non sa che le altre si sono nascoste per sorprenderlo.
All'improvviso esse si mostrano e impongono al "giovane dalle belle ciglia" di scegliere una di loro come fidanzata. Lui rifiuta di prendere una decisione e pretende di continuare indefinitamente la strana situazione poligamica, minacciando le ragazze di sparlare di loro rovinando così la loro reputazione. Le sue conquiste vanno su tutte le furie e reagiscono picchiandolo come Menadi inferocite, poi spogliandolo e sottolineando ferocemente le ridotte dimensioni del suo membro virile. Bob, scoperto dall'evidenza dei fatti e umiliato, da quel momento abbandona il suo atteggiamento da Don Giovanni, diventa un ragazzo di San Frediano come tutti gli altri e si fidanza con Mafalda, una delle partecipanti al complotto contro di lui.
Nel romanzo appare evidente l'aspetto del rione di San Frediano, con personaggi tipici fiorentini, nella loro arguzia faceta, tinteggiata dai dialoghi in lingua vernacolare. Le ragazze, pur avendo ruoli importanti, servono a trascinare il bel Bob nella beffa che ha quasi un sapore di festa; il personaggio principale è proprio lui, il ragazzo che fa spasimare le giovani del suo quartiere, sottovalutandone l'orgoglio e la possibilità di vendetta. Il complotto ordito dalle donne di Bob mette in risalto la furbizia di queste, che non vogliono sottostare alle intemperanze di un uomo che si serve di loro, pensando che le stesse non arrivino a comprendere, o tacitamente accolgano, il suo doppio gioco.

## Opere derivate

### Cinema
Nel 1954 il regista Valerio Zurlini ricavò una versione cinematografica. I ruoli principali furono ricoperti da Rossana Podestà, Corinne Calvet, Antonio Cifariello, Giulia Rubini, Marcella Mariani, Giovanna Ralli, Giuliano Montaldo.

### Televisione
Rai 1 ha messo in onda il 12 e 13 marzo 2007 una versione televisiva in due puntate: lasciando invariato il titolo Le ragazze di San Frediano. I protagonisti sono Giampaolo Morelli (Bob), Giorgio Borghetti (Gianfranco Bini) Martina Stella (Silvana), Vittoria Puccini (Mafalda), Chiara Conti (Gina) e Camilla Filippi (Tosca). La regia è di Vittorio Sindoni e le musiche di Fabio Frizzi.

## Edizioni
- Le ragazze di Sanfrediano, Firenze: Vallecchi, 1952[6]; Milano: Mondadori, 1961[7]; prima edizione digitale: Milano: BUR, 2011[8]
- trad. spagnola di Eliseo Montaine, Las muchachas de Sanfrediano, Buenos Aires: Ed. Schapire, 1953
- trad. inglese, The Girls of Sanfrediano, New York: Pocket Books, 1954
- trad. svedese di Karin Alin, Flickorna i Sanfrediano, Stockholm: Wahlström & Widstrand, 1954
- trad. francese di Juliette Bertrand, Les Filles de Sanfrediano, Paris: A. Michel, 1955 / Lausanne: Guilde du livre, 1964
- trad. polacca di Zdana Matuszewicz, Dziewczęta z Sanfrediano, Warszawa: Państ. Instytut Wydawniczy, 1956[9]
- trad. slovena di Ivan Skušek, Dekleta iz Sanfrediana, Ljubljana: Prešernova družba, 1959[10]
- trad. ceca di Jitka Minaříková, Děvčata ze Sanfrediana, Praha: Svoboda, 1976[11]
- trad. greca di Ērō Tsetsou, Ta koritsia tou Sanphrentiano, Athēna: Synchronē Epochē , 1990[12]
- trad. tedesca di Heinz Riedt, Die Mädchen von Sanfrediano, Freiburg: Beck und Glückler, 1990